# Orthogonioptilum monochromum
Orthogonioptilum monochromum är en fjärilsart som beskrevs av Karsch 1893. Orthogonioptilum monochromum ingår i släktet Orthogonioptilum och familjen påfågelsspinnare. Inga underarter finns listade i Catalogue of Life.